# Kolumbie na Letních olympijských hrách 1988
Kolumbie se účastnila Letní olympiády 1988 v jihokorejském Soulu. Zastupovalo ji 40 sportovců (34 mužů a 6 žen).

## Medailisté
| Medaile | Jméno             | Sport | Soutěž                         |
| ------- | ----------------- | ----- | ------------------------------ |
| Bronz   | Jorge Julio Rocha | Box   | muži váha bantamová – do 54 kg |